# Olof Haraldsson
Den här artikeln handlar om den danske prinsen Olof Haraldsson. För den norske kungen, se Olav den helige.
Olof Haraldsson, död 1141 eller 1143, var son till Harald Kesja och sonson till Erik Ejegod. Han var den ende av Haralds många söner, som 1135 undgick farbrodern Erik Emunes förföljelser, genom att (utklädd i kvinnokläder) fly till Sverige. Under kung Erik Lamm trädde Olof 1138 fram i Skåne med krav på riket. Han försökte lönnmörda Erik, blev utropad till kung av skåningarna, besegrade biskop Eskil och intog Lund. Han måste dock åter fly till Sverige, men förde i flera år en hård och blodig kamp mot Erik, tills han stupade vid Tjuteå i Skåne.